# Меяг
Меяг (рум. Măiag) — село у повіті Горж в Румунії. Входить до складу комуни Крушец.
Село розташоване на відстані 191 км на захід від Бухареста, 51 км на південний схід від Тиргу-Жіу, 41 км на північ від Крайови.

## Населення
За даними перепису населення 2002 року у селі проживали 735 осіб, усі — румуни. Усі жителі села рідною мовою назвали румунську.